# 滋賀県道187号黒川山中線
滋賀県道187号黒川山中線（しがけんどう187ごう くろかわやまなかせん）は、滋賀県甲賀市を通る一般県道である。

## 概要
甲賀市土山町黒川から甲賀市土山町山中に至る。

### 路線データ
- 起点：甲賀市土山町黒川（滋賀県道507号鮎河猪鼻線交点）
- 終点：甲賀市土山町山中（山中交差点、国道1号交点）
- 総延長：2.8 km

## 地理

### 通過する自治体
- 滋賀県
  - 甲賀市

### 交差する道路
| 交差する道路            | 交差する場所 | 交差する場所      |
| ----------------------- | ------------ | ----------------- |
| 滋賀県道507号鮎河猪鼻線 | 土山町黒川   | 起点              |
| 林道安楽越線            | 土山町笹路   |                   |
| 国道1号                 | 土山町山中   | 山中交差点 / 終点 |

### 沿線
- 大津営林署 大河原治山事業所
- 甲賀市立山内小学校
- NTT西日本 滋賀支店大内別館
- ダイヤモンド滋賀カントリークラブ
- 圓通禅寺
- 熊野神社